# David McKenzie (golfer)
David McKenzie (Melbourne, 26 juli 1967) is een professional golfer uit Australië.
McKenzie werd in 1990 professional. Nadat hij een paar jaren in Australië gespeeld had, kreeg hij een spelerskaart voor de Nationwide Tour in de Verenigde Staten. Hij speelde daar in 2001, 2003–2005 en 2007–2010. In 2005 won hij daar de Gila River Golf Classic, mede waardoor hij nummer 11 werd op de Order of Merit en in 2006 op de Amerikaanse PGA Tour mocht spelen. Bij het Valera Texas Open werd hij zevende, maar dat was niet genoeg om zijn speelrecht te behouden.
Hij heeft een aantal top-10 plaatsen op zijn naam staan, zoals een tweede plaats bij het Air New Zealand Shell Open van 1994 en een tweede plaats bij de MasterCard Masters van 2004, waar hij de play-off verloor.

## Gewonnen
Nationwide Tour
- 2005: Gila River Golf Classic

Elders
- 2011: Meriton Sydney Invitational[2]
- 2013: PGA Kampioenschap (Victoria)